# Шишкина (Тобольский район)
Шишкина — село в Тобольском районе Тюменской области, входит в состав Карачинского сельского поселения.
Находится на  берегу рек Тобол и Быструшка.  
В селе была церковь.

## Население
| 2010 |
| ---- |
| 0    |